# Hespagarista
Hespagarista is een geslacht van vlinders van de familie uilen (Noctuidae), uit de onderfamilie Agaristinae.

## Soorten
- H. caudata (Dewitz, 1879)
- H. eburnea Jordan, 1915
- H. echione (Boisduval, 1847)